# Municipio de Arlington (Misuri)
El municipio de Arlington (en inglés: Arlington Township) es un municipio ubicado en el condado de Phelps en el estado estadounidense de Misuri. En el año 2010 tenía una población de 2289 habitantes y una densidad poblacional de 14,33 personas por km².

## Geografía
El municipio de Arlington se encuentra ubicado en las coordenadas 37°55′30″N 91°57′7″O / 37.92500, -91.95194. Según la Oficina del Censo de los Estados Unidos, el municipio tiene una superficie total de 159.75 km², de la cual 158,07 km² corresponden a tierra firme y (1,05 %) 1,68 km² es agua.

## Demografía
Según el censo de 2010, había 2289 personas residiendo en el municipio de Arlington. La densidad de población era de 14,33 hab./km². De los 2289 habitantes, el municipio de Arlington estaba compuesto por el 97,16 % blancos, el 0,61 % eran afroamericanos, el 0,52 % eran amerindios, el 0,31 % eran asiáticos, el 0,04 % eran de otras razas y el 1,35 % eran de una mezcla de razas. Del total de la población el 0,92 % eran hispanos o latinos de cualquier raza.